# Jadwiga Kuska
Jadwiga Kuska (ur. 11 października 1919 w Babicach, zm. 24 października 1992) – polska lekarka, nefrolog i internistka. Profesor dr hab. nauk medycznych. Zajmowała się w pracy zawodowej i naukowej zagadnieniami z nefrologii, gastroenterologii oraz endokrynologii.

## Życiorys
Urodziła się w rodzinie rolników i po ukończeniu szkoły powszechnej pracowała na roli u rodziców. Po roku małżeństwa z rolnikiem z rodzinnej wsi owdowiała, ale do 1945 roku pracowała dalej na roli.
Po drugiej wojnie światowej pracowała w handlu w Spółdzielni Spożywców „Społem” w Zabrzu. Po ukończeniu Liceum Ogólnokształcącego dla Pracujących w Zabrzu, rozpoczęła studia medyczne na Wydziale Lekarskim Śląskiej Akademii Medycznej. Studia ukończyła w 1959 otrzymując dyplom lekarza medycyny z wyróżnieniem i rozpoczęła pracę w Wojewódzkiej Przychodni Endokrynologicznej w Zabrzu (1959–1962).
W 1960 rozpoczęła pracę lekarza-wolontariusza w III Klinice Chorób Wewnętrznych w Bytomiu. Po przeniesieniu do Katowic i przemianowaniu na II Klinikę Chorób Wewnętrznych, przechodziła kolejne szczeble kariery medycznej, od asystenta do profesora zwyczajnego. Ukierunkowała swoje zainteresowania zawodowe na nefrologię i od 1964 pracowała w Ośrodku Dializy Pozaustrojowej. Jadwiga Kuska była współorganizatorką i kierowniczką (1978) Oddziału Dializ, przy Klinice Nefrologii w Katowicach.
W 1966 na podstawie dysertacji „Gammaglutamylotranspeptydaza w żółci” doktoryzowała się na Wydziale Lekarskim Śląskiej Akademii Medycznej (promotorem był profesor Kornel Gibiński). Następnym etapem w karierze naukowej prof. Kuski była habilitacja także na ŚlAM np. dysertacji pt.: „Studia nad wydzielaniem żółci u człowieka” (1974),  tytuł naukowy profesora nadzwyczajnego uzyskała w 1985, a profesora zwyczajnego w 1989.
Specjalizację I° z zakresu chorób wewnętrznych uzyskała w 1963, a II° w 1966 roku. W 1975 prof. Jadwiga Kuska została powołana została na stanowisko docenta ŚlAM. Po utworzeniu w 1975 Kliniki Nefrologii objęła funkcję zastępcy profesora Franciszka Kokota.
Dorobek naukowy prof. Jadwigi Kuski to autorstwo 51 artykułów naukowych (z nich 18 zamieszczonych w czasopismach zagranicznych) i współautorstwo 159 (z nich 67 za granicą). 
Była również współautorką podręczników: „O równowadze kwasowo-zasadowej w stanach fizjologii i patologii człowieka” (1968) i „Choroby wątroby i dróg żółciowych” (pod red. R. Brzozowskiego) (1984).

## Działalność w towarzystwach naukowych
- European Dialysis and Transplant Association
- International Society for Artificial Organs
- Polskie Towarzystwo Lekarskie
- Towarzystwo Internistów Polskich: sekretarz Oddz. Śląskiego (1968-1971), członek zarządu Sekcji Gastroenterologii i Przemiany Materii (1971-1973), sekretarz Sekcji Nefrologii (1974-1976)
- Polskie Towarzystwo Nefrologiczne (przewodn. Oddz. Śląskiego)
- Polskie Towarzystwo Gastroenterologiczne
- Towarzystwo Rozwoju Ziem Zachodnich[1]

## Odznaczenia i wyróżnienia
- Krzyż Kawalerski Orderu Odrodzenia Polski
- Złoty Krzyż Zasługi
- Medal Komisji Edukacji Narodowej
- „Zasłużony Nauczyciel PRL”
- Złota odznaka „Zasłużony dla rozwoju województwa katowickiego”[1]

1 października 1990 przeszła na emeryturę, a 24 października 1992 zmarła.
Jadwiga Kuska jest pochowana na cmentarzu w Babicach koło Raciborza.